# 112492 Annacipriani
112492 Annacipriani este o planetă minoră (asteroid), cu un diametru de 2,683 km, din centura de asteroizi. A fost descoperită pe 2 august 2002 la  de  și a fost numită după Anna Cipriani⁠(d). 
Obiectul prezintă o orbită caracterizată de o semiaxă mare de 2,6772746294457 UAi, o excentricitate de 0,025838331559744, o înclinație de 3,2800336515776 ° în raport cu ecliptica.